# Jason Bittner
Jason Bittner (* 11. ledna 1970 Niskayuna, New York) je americký metalový bubeník, nejznámější pro své působení ve skupině Shadows Fall. Mezi lety 2017 až 2024 byl bubeníkem skupiny Overkill.

## Život
Bittner se narodil ve městě Niskayuna na středozápadě New Yorku v USA. Bittner od svých 5 let bouchal do hrnců, pánví a popelnic. Až v 10 letech začal chodit na lekce bubnování. Pokračoval v lekcích a vystupoval v jazzových a orchestrálních souborech na střední škole v Lintonu než v roce 1988 začal navštěvovat Berklee College of Music. Po roce vysokoškolského studia opustil Berklee, aby se mohl věnovat své hudební kariéře mimo vzdělávací prostředí. To vedlo ke hraní v různých metalových a hardrockových kapelách koncem 80. let a začátkem 90. let.
V roce 1994 se připojil k hardcore skupině Stigmata. Během následujících pár let natočili tři alba, vydali domácí video a objeli USA a Evropu. Bittner také hrál v deathmetalové kapele Burning Human. Poté, co se Bittner připojil k Shadows Fall. Burning Human se nakonec koncem 90. let rozpadli a Stigmata se rozpadla v roce 2001. Původně se přihlásil jako hostující člen jen na turné po Evropě, ale následně se rozhodl zůstat stálým členem.
V lednu 2006 vystřídal na dvou vystoupení bubeníka skupiny Anthrax Charlieho Benanteho, který nemohl koncertovat z rodinných důvodů. Překvapivě také hostoval v Clifton Parku v New Yorku v listopadu 2011. Začátkem roku 2012 také zastoupil několik vystoupení Benanteho poté co zemřela matka Benanteho. Koncem června 2012 se znovu vrátil, aby zaskočil za Charlieho potom, co si poranil zápěstí a pokračoval ve vystupování s Anthrax až do října 2012.
Skupina Shadows Fall v srpnu 2014 oznámila, že se chystají na neurčitou pauzu a do příštího léta dokončili to, co bylo plánováno jako jejich rozlučkové turné. Po rozpadu skupiny hrál v thrashmetalových skupinách jako Toxik a Flotsam and Jetsam. V květnu 2017 se Bittner oficiálně připojil k thrashmetalové skupině Overkill.
V srpnu 2024 oznámil, že odchází ze skupiny Overkill, aby se znovu víc věnoval skupině Shadows Fall a jeho nové metalové skupině Category 7.

## Vybavení
Bittner používá bicí Pearl, činely Zildjian, blány Remo a paličky Pro-Mark. Dříve používal bicí Tama, činely Meinl a rukavice Ahead.